# PSR B1620−26

PSR B1620−26 là một hệ sao đôi nằm ở khoảng cách 3.800 Parsec (12.400 năm ánh sáng) trong cụm cầu sao của Messier 4 (M4, NGC 6121) trong chòm sao Scorpius (Thiên Yết). Hệ thống này bao gồm một sao xung (PSR B1620−26 A) và một ngôi sao lùn trắng (WD B1620−26 hoặc PSR B1620−26 b). Kể từ năm 2000, hệ thống này cũng được xác nhận là có một hành tinh ngoài quay quanh hai ngôi sao.

## Lịch sử
Hệ thống hai ngôi sao này (bao gồm cả ngôi sao ngoài đồng hành) nằm ngay bên ngoài lõi của cụm sao cầu. Tuổi của hệ này được ước tính là khoảng 12,2 tỷ năm. Do đó, đây là ước tính tuổi cho sự ra đời của hành tinh và hai ngôi sao.

## Phát hiện
Ngôi sao lùn PSR B1620−26 b ban đầu được phát hiện thông qua Doppler dịch chuyển quỹ đạo của nó tạo ra các tín hiệu từ ngôi sao mà nó quay quanh. Đầu những năm 1990, một nhóm các nhà thiên văn học do Donald Backer dẫn đầu, nghiên cứu những gì họ nghĩ là một hệ sao xung đôi, xác định rằng một vật thể thứ ba là cần thiết để giải thích sự chuyển động mà Doppler quan sát được. Trong một vài năm, các hiệu ứng hấp dẫn của hành tinh trên quỹ đạo của sao xung và sao lùn trắng đã được đo lường, đưa ra ước tính khối lượng của vật thể thứ ba quá nhỏ để nó trở thành một ngôi sao. Kết luận rằng vật thể thứ ba là một hành tinh được công bố bởi Stephen Thorsett và các cộng tác viên của ông vào năm 1993.